# Bernardino Machado

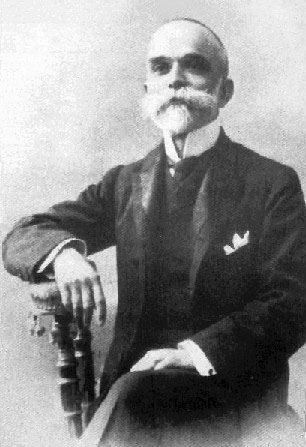
Bernardino Machado

Bernardino Luís Machado Guimarães (Rio de Janeiro (Brazilië), 28 maart 1851 - Porto (Portugal), 29 april 1944) was een Portugees  politicus ten tijde van de Eerste Portugese Republiek. Hij was tussen 1914 en 1926 meermaals premier en president van Portugal. Ook had hij belangrijke ministerposten.

## Levensloop
Machado werd geboren in Brazilië. Nadat zijn familie in 1860 terugkeerde naar Portugal, studeerde hij vanaf 1866 wiskunde en filosofie aan de Universiteit van Coimbra. In 1882, toen Fontes Pereiro de Melo premier van Portugal was, werd hij voor de Regeneratiepartij voor de eerste keer verkozen tot afgevaardigde in de Cortes. In 1893 werd hij in de regering van Ernesto Hintze Ribeiro minister van Openbare Werken. In 1903 trad hij, ontgoocheld door de Portugese monarchie, uit de Regeneratiepartij om over te stappen naar de Republikeinse Partij. Deze partij leidde hij van 1906 tot 1910.
Na de revolutie van 1910 en de afschaffing van de Portugese monarchie werd hij minister van Buitenlandse Zaken in de voorlopige regering van Téofilo Braga. Bij de eerste wettige presidentsverkiezingen na de goedkeuring van de nieuwe republikeinse grondwet verloor hij van zijn tegenkandidaat, Manuel de Arriaga. Vervolgens werd hij ambassadeur naar Brazilië. Toen de Republikeinse Partij uiteenviel, trad hij toe tot de Democratische Partij van Afonso Costa.
President de Arriaga riep hem in 1914 terug naar Portugal en belastte hem met de vorming van een nieuwe regering. Van 9 februari tot en met 12 december 1914 was hij premier en minister van Binnenlandse Handel. Na het begin van de Eerste Wereldoorlog zette hij zich met grote passie in bij de discussie of het land neutraal moest blijven of de zijde van de Geallieerden moest kiezen. Hijzelf vond dat Portugal voor de geallieerden moest kiezen. Kort na het einde van zijn eerste regering gebeurde er echter een putsch tegen de republiek, waarna president de Arriaga moest aftreden. Vervolgens was er voor korte tijd een dictatuur onder generaal Joaquim Pimenta de Castro. In 1915 werd Machado de nieuwe president van de Portugese Republiek. Onder zijn presidentschap trad Portugal toe tot de Eerste Wereldoorlog.
Op 5 december 1917 kwam er een nieuwe militaire revolte in Lissabon, waarna hoofdman Sidónio Pais de macht overnam en de Nieuwe Republiek installeerde. Machado weigerde om het presidentschap aan Pais te geven, waarna hij gedetineerd werd en uiteindelijk verbannen werd naar Frankrijk. Toen Pais in 1918 bij een aanslag om het leven kwam, keerde Machado terug naar Portugal. In 1921 werd hij opnieuw premier van Portugal, maar omdat er enkele mislukte militaire staatsgrepen gepleegd werden, moest hij na twintig dagen premierschap op 23 mei 1921 alweer aftreden.
Op 11 december 1925 trad president Manuel Teixeira Gomes af. De republiek bevond zich in deze tijd al in de fase van de ontbinding en stabiele parlementsmeerderheden waren vrijwel niet meer mogelijk. Dit was de reden van de abdicatie van Teixeira Gomes. Machado werd tot zijn opvolger verkozen, maar slaagde niet om de republiek te redden.
Op 28 mei 1926 begon generaal Manuel de Oliveira Gomes da Costa aan een staatsgreep, die tot het einde van de Eerste Portugese Republiek leidde. Op 30 mei ontbond Machado het parlement, liet de grondwet ongeldig verklaringen en benoemde hoofdman José Mendes Cabeçadas Júnior, een van de weinige officiers die nog trouw was aan de republiek, tot premier met bijzondere volmachten om de republiek te verdedigen. Op 31 mei 1926 trad Machado als president af, benoemde Mendes Cabeçadas tot zijn opvolger en verliet hij Portugal onmiddellijk.
Mendes Cabeçadas werd korte tijd nadien door generaal da Costa afgezet, die korte tijd nadien op zijn beurt afgezet werd door generaal António Óscar Carmona. Onder hem begon António de Oliveira Salazar meer en meer macht te krijgen en in 1932 werd die dictator van de Estado Novo. Vervolgens vormden belangrijke republikeinse politici in ballingschap de zogenaamde "Liga van Parijs" en werd Machado een van de belangrijkste leiders van de republikeinse diaspora. De Liga van Parijs probeerde vanuit het buitenland om Portugal weer democratisch te maken, wat echter onsuccesvol bleef.
In 1940, nadat Machado zich intussen met de nieuwe machthebbers van Portugal verzoend had, keerde hij terug naar Portugal. Hij bleef echter weg uit de politiek en vier jaar later overleed hij.
Hij was eenmaal gehuwd en had vijftien kinderen.
Manuel de Arriaga · Teófilo Braga · Bernardino Machado · Sidónio Pais · João do Canto e Castro · António José de Almeida · Manuel Teixeira Gomes · Bernardino Machado · Mendes Cabeçadas · Gomes da Costa · António Óscar Carmona · António de Oliveira Salazar · Francisco Craveiro Lopes · Américo Tomás · António de Spinola · Francisco da Costa Gomes · António Ramalho Eanes · Mário Soares · Jorge Sampaio · Aníbal Cavaco Silva · Marcelo Rebelo de Sousa
- Bibliothèque nationale de France: cb14978461z (data)
- Gemeinsame Normdatei: 116629282
- International Standard Name Identifier: 0000 0000 6678 6633
- Library of Congress Control Number: n86107815
- Nederlandse Thesaurus van Auteursnamen: 356284581
- Istituto Centrale per il Catalogo Unico: RAVV422403
- SNAC: w6sk4z2t
- Système universitaire de documentation: 068629516
- Virtual International Authority File: 72150343
- WorldCat: E39PBJvT34Qh69rxVKXX7G8DMP